# Pięciobój nowoczesny na Światowych Wojskowych Igrzyskach Sportowych 2015 – sztafeta mieszana
Sztafeta mieszana na 6. Światowych Wojskowych Igrzyskach Sportowych – jedna z konkurencji rozgrywana podczas światowych igrzysk wojskowych w ramach pięcioboju nowoczesnego, która była rozgrywana w dniach 7–10 października 2015 w koreańskim Mungyeongu podczas igrzysk wojskowych. Reprezentanci Polski zdobyli złoty medal.
Zawody zostały przeprowadzone na obiektach KAFAC Modern Pentathlon Place. Zawody były równocześnie traktowane jako 43 Wojskowe Mistrzostwa Świata w pięcioboju nowoczesnym.

## Uczestnicy
W zawodach uczestniczyły drużyny mieszane z 12 państw.

- Białoruś (2)
- Brazylia (2)
- Chiny (2)
- Francja (2)
- Kazachstan (2)
- Litwa (2)
- Łotwa (2)
- Niemcy (2)
- Polska (2)
- Rosja (2)
- Ukraina (2)
- Włochy (2)

## Medaliści
| Złoto                              | Srebro                   | Brąz                                   |
| Polska                             | Brazylia                 | Litwa                                  |
| Oktawia Nowacka Jarosław Świderski | Yane Marques Felipe Lima | Karolina Guzausksite Justinas Kinderis |

## Końcowa klasyfikacja
| Miejsce | Reprezentacja                          | Pkt  |
| ------- | -------------------------------------- | ---- |
| Miejsce | Zawodniczka / Zawodnik                 |      |
| 1 !     | Polska                                 | 1457 |
| 1 !     | Oktawia Nowacka Jarosław Świderski     |      |
| 2 !     | Brazylia                               | 1456 |
| 2 !     | Yane Marques Felipe Lima               |      |
| 3 !     | Litwa                                  | 1438 |
| 3 !     | Karolina Guzausksite Justinas Kinderis |      |
| 4       | Włochy                                 | 1437 |
| 4       | Lavinia Bonessio Auro Franceschini     |      |
| 5       | Ukraina                                | 1417 |
| 5       | Wiktorija Tereszczuk Andriy Fedeczko   |      |
| 6       | Francja                                | 1383 |
| 6       | Élodie Clouvel Valentin Belaud         |      |
| 7       | Kazachstan                             | 1380 |
| 7       | Arina Azdravina Vladislav Suchariev    |      |
| 8       | Niemcy                                 | 1352 |
| 8       | Ronja Doernig Matthias Sandten         |      |
| 9       | Chiny                                  | 1312 |
| 9       | Wang Wei Wu Hepeng                     |      |
| 10      | Łotwa                                  | 1299 |
| 10      | Jeļena Rubļevska Deniss Cerkovskis     |      |
| 11      | Rosja                                  | 1295 |
| 11      | Anna Sawczenko Ilja Frołow             |      |
| 12      | Białoruś                               | 1285 |
| 12      | Volha Ivaniuszyna Mikhail Mitsyk       |      |